# Yle TV1
Yle TV1 je finský veřejnoprávní televizní kanál, se kterým operuje společnost Yleisradio.
Jedná se o první, a také o nejstarší televizní kanál ve Finsku.
Více než 70% vysílaným pořadů jsou dokumentární filmy, zprávy a naučné programy.
Jméno obyčejně odkazovalo na Ykkonen nebo na Ylen Ykkonen. Název je odvozen od skutečnosti, že YLE vlastní kanál umístění v 1 a 2 výchozím nastavení ve Finsku.

## Historie
Vysílání započalo 1. ledna 1958, pod názvem Suomen Televisio.
Když v roce 1964 Yleisradio převzala televizi Tamvisio, se sídlem v Tampere, Suomen Televisio byla přejmenována na TV-ohjelma 1 a televize Tamvisio se stala TV-ohjelma 2 a když začali v 70. letech vysílat barevně, byly opět přejmenovaly, na TV1 a TV2.

## Pořady v jiných jazycích

### Ruské zprávy
V roce 2012 bylo vydáno prohlášení, že YLE začne vysílat zprávy v ruštině na kanále YLE TV1. Správní rada veřejnoprávní televize YLE na svém zasedání ve středu schválila plán činností pro 2013–2015.
YLE začne v roce 2013 vysílat zprávy v ruštině na kanále YLE TV1. Yuleysradio chce zlepšit služby pro ruské publikum. V současné době připravuje YLE zprávy pro rozhlas a internet.

### Zprávy v Sámštině
Od 2. prosince 2013, každé poledne kanál Yle TV1 vydává zprávy Sámštině (Yle Ođđasat). Vysílání provádí nové televizní studio v Inari.